# ウィリアム・クァントリル
ウィリアム・クラーク・クァントリル（William Clarke Quantrill, 1837年7月31日 - 1865年6月6日）は、アメリカ南北戦争時のゲリラ部隊長。オハイオ州ドーバーに生まれる。

## 経歴・人物
教師として働いていたが、1858年ユタ州に移住して軍人になった。しかし、長続きせずに再び教師生活に戻る。賭博に身をやつして、1859年、殺人や馬泥棒の疑いを受けてミズーリ州に逃走した。
1861年、南北戦争が勃発すると南軍に身を投じて大尉として Quantrill's Raidersと呼ばれるゲリラ部隊 (Bushwhacker) を率い、カンザス州やミズーリ州で北軍と戦った。
1863年8月21日、ローレンスの戦いで450人の部下を率いて奴隷制反対住民を襲い、女性や子供を含む約150人を虐殺した。1865年5月10日、ケンタッキー州で北軍の奇襲を受け負傷し、その傷がもとで同年6月6日に死亡した。
Quantrill's Raiders は略奪や暴行をほしいままにしたと伝えられているが、人権意識が低かった当時の軍隊と比較してとび抜けて凶悪な部隊であったとは言い切れない。部下の中に、後に有名になるジェシー・ジェイムズがいた。